# Robert A. Wood
Pour les articles homonymes, voir Robert Wood et Wood.
Robert A. Wood est un diplomate américain, représentant suppléant des États-Unis d'Amérique pour les affaires politiques spéciales auprès des Nations Unies , avec rang d'ambassadeur. Il a été nommé à ce poste le 15 décembre 2021 par le président Joe Biden.
Le 8 décembre 2023, Robert Wood a voté contre une résolution de l'ONU en faveur d'un cessez-le-feu permanent à Gaza, qui faisait office de veto contre cette résolution. Le 20 novembre 2024, Robert Wood oppose le veto des Etats-Unis à une résolution du Conseil de sécurité des Nations Unies appelant à un cessez-le-feu immédiat à Gaza, sous prétexte que la résolution ne prévoit pas la libération préalable des otages . 